# Psittacanthus
Psittacanthus é um género botânico pertencente à família Loranthaceae.